# Sehested
Sehested är en uradlig ätt med två genar av vilken den ena härstammade från Holstein och den andra från Nordjylland. Något samband mellan grenarna är inte känt.

## Historia
Den holsteinska släkten tog sitt namn efter socken Sehested söder om Eckernförde och använde antingen stavningen Sested eller Sehestedt och kan spåras till Reimer Sested omnämnd 1282. Släkten i Nordjylland kan spåras tillbaka till Troels Sehested. Det blev vitt förgrenade och hade sin storhetstid på 1400- och 1500-talen. Den kluvensieka linjen i denna släkt var knuten till dansk högadel och innehade ämbeten i Danmark.
Den nordjyska ätten använde från 1600-talet släktnamnet Sehested vilket kan spåras tillbaka till Thomas Troelsen (nämnd 1343). Från att ha haft status som stora godsägare fick medlemmarna genom äktenskapsallianser och förvärv av gods en central position i den danska högadeln, där de speciellt under 1600-talet var innehavare av betydande statsämbeten.
Släktens inflytande kulminerade med Hannibal Sehested, som spelade en framträdande roll i organisationen av den tidiga danska monarkin. Därefter gjorde släkten sig gällande som officerare.
Den holstenska ätten (Sested, Sehestedt) är känd från 1200-talet och dog ut på svärdssidan 1767.

## Personer med namnet
Samtliga personer är från Danmark.
- Christian Sehested (1666–1740),  statsman
- Christiane Sehested (1626–1670), morganatisk dotter till Kristian IV av Danmark
- Christen Thomesen Sehested (olika betydelser)
  - Christen Thomesen Sehested (1590–1657), statsman
  - Christen Thomesen Sehested (viceamiral) (1664–1736)
- Frederik Sehested (1813–1882), godsägare
- Hannibal Sehested – flera personer
  - Hannibal Sehested (riksråd) (1609–1666), statsman och diplomat
  - Hannibal Sehested (statsminister) (1842–1924), polikiker
- Hilda Sehested (1858–1936), tonsättare
- Jens Steen Sehested (1635–1698), militär och skald
- Karen Sehested (1606–1672), hovfunktionär
- Knud Sehested (1850–1909), ämbetsman
- Steen Maltesen Sehested (1553–1611), militär